# Hope Mwesigye
Hope Ruhindi Mwesigye là một luật sư và chính trị gia người Uganda. Bà là cựu Bộ trưởng Nông nghiệp, Công nghiệp Động vật & Thủy sản, từ ngày 16 tháng 2 năm 2009 đến ngày 27 tháng 5 năm 2011. Trước đó, bà là Bộ trưởng Nhà nước cho chính quyền địa phương, từ tháng 6 năm 2006 đến tháng 2 năm 2011. Trong cuộc cải tổ nội các ngày 27 tháng 5 năm 2011, bà đã bị loại khỏi nội các và được thay thế bởi Tress Bucyanayandi.

## Giáo dục ban đầu
Bà sinh ngày 28 tháng 12 năm 1956, tại quận Kabale. Bà đã học giáo dục mức O tại trường trung học Kabale, và Trinity College Nabbingo cho giáo dục mức A. Bà Mwesigye tiếp tục lấy bằng luật (Cử nhân Luật) với bằng danh dự, từ Đại học Makerere. Bà cũng có bằng Cao đẳng về Thực hành Pháp lý, từ Trung tâm Phát triển Luật tại Kampala. Ngoài ra, bà đã đạt được bằng Thạc sĩ Nghệ thuật (MA) về Nghiên cứu Phụ nữ và Giới tính.

## Kinh nghiệm làm việc
Hope Mwesigye làm luật sư cấp cao của Bộ Tư pháp Uganda trong tám năm trước năm 1988. Từ năm 1988 đến năm 1991, bà làm việc với tư cách là Cán bộ chương trình tại Trung tâm tài nguyên giới ở Uganda, một tổ chức phi lợi nhuận tư nhân. Từ năm 1991 đến 2001, bà là Giám đốc điều hành của cùng một tổ chức phi lợi nhuận. Bà cũng đã từng là một Cán bộ chương trình cho FIDA (Uganda), một tổ chức phi lợi nhuận khác ở Ugandan chuyên bảo vệ quyền của phụ nữ. Năm 2001, bà tham gia chính trị tự chọn và được bầu vào ghế quốc hội của Đại diện phụ nữ quận Kabale. Bà được bầu lại vào năm 2006 trong tấm vé của đảng chính trị Phong trào Kháng chiến Quốc gia. Bà đã mất quyền bầu cử lại vào năm 2011 cho Ronah Ninsiima, một chính trị gia độc lập, là nghị sĩ đương nhiệm của Đại diện phụ nữ Kabale. [6] Trong cuộc cải tổ nội các ngày 27 tháng 5 năm 2011, bà đã bị loại khỏi nội các.